# No Cure for Cancer
No Cure for Cancer är en stå-upp-show från 1992 med Denis Leary.
NCFC var Denis Learys stora genombrott och rosades stort av många kritiker.
Nischen Leary använder sig av är att framställa sig som en bitter och förbannad man som har åsikter om det mesta. Han använder sig mycket av referenshumor och en del skämt kan vara svåra att förstå om man inte är amerikan (och därmed vet mer om amerikansk kultur). Den aggressiva humorn blev hans etikett. 
Ämnen som tas upp är till exempel rökning, droger, familjeliv, musik, rehab och franska.
Även om mycket av kritiken kring NCFC var hyllande fanns det de som menade att Leary hade efterapat den kultförklarade ståuppkomikern Bill Hicks för mycket och menade att han hade stulit Hicks argsinta buttra stil.